# Жамбыл (Жамбылский район, Жамбылская область)
Жамбы́л (каз. Жамбыл) — село в Жамбылском районе Жамбылской области Казахстана, входит в состав Колькайнарского сельского округа. Код КАТО — 314045300.

## Население
| Численность населения | Численность населения | Численность населения |
| 1989                  | 1999                  | 2009                  |
| --------------------- | --------------------- | --------------------- |
| 296                   | ↗379                  | ↗646                  |